# Chiara Cini
Chiara Cini (Pisa, 29 de diciembre de 1990) es una deportista italiana que compite en esgrima, especialista en la modalidad de florete.
Ganó una medalla de plata en el Campeonato Mundial de Esgrima de 2018 y una medalla de oro en el Campeonato Europeo de Esgrima de 2018, ambas en la prueba por equipos. En los Juegos Europeos de Bakú 2015 obtuvo una medalla de bronce en la prueba por equipos.

## Palmarés internacional
| Campeonato Mundial | Campeonato Mundial | Campeonato Mundial | Campeonato Mundial  |
| Año                | Lugar              | Medalla            | Prueba              |
| ------------------ | ------------------ | ------------------ | ------------------- |
| 2018               | Wuxi (China)       | Medalla de plata   | Florete por equipos |
| Juegos Europeos    |                    |                    |                     |
| Año                | Lugar              | Medalla            | Prueba              |
| 2015               | Bakú (Azerbaiyán)  | Medalla de bronce  | Florete por equipos |
| Campeonato Europeo |                    |                    |                     |
| Año                | Lugar              | Medalla            | Prueba              |
| 2018               | Novi Sad (Serbia)  | Medalla de oro     | Florete por equipos |